# Megalochelys atlas
Megalochelys atlas (лат.) — вид исполинских черепах, живший в плейстоцене на территории Индии, Мьянмы, о-вах Яве и Сулавеси (Индонезия), Тиморе. Длина панциря 2,5—2,7 м, а высота 1,8 м. Масса, по разным оценкам, от 1 до 4 тонн. Эта черепаха питалась растениями, такими как саговники и папоротники. Её скелет выставлен в Музее естественной истории в Лондоне. Была похожа на представителей рода Carbonemys. Вымерла, вероятно из-за охоты Homo erectus, так как её исчезновение везде совпадало с экспансией архаичных людей. Дольше всего, до позднего плейстоцена, сохранялась на о. Тимор.